# Isabelle Flachsmann
Isabelle Flachsmann (* 11. Mai 1973 in Zug) ist eine Schweizer Schauspielerin, Sängerin, Autorin und Regisseurin.

## Leben
Isabelle Flachsmann schloss 1991 die Kantonsschule Zug mit der Matura ab.
Ihre Tanzausbildung absolvierte sie an der Ballettschule fürs Opernhaus Zürich und am Broadway Dance Center, ihre Musicalausbildung an der American Musical and Dramatic Academy und ihr Schauspieldiplom am William Esper Studio in New York.
Bereits als Teenager spielte sie in den Musicals «Evita» und «Hello Dolly» am Stagedoor Manor Performing Arts Center in New York City.
Mit zwanzig spielte sie ihre erste Hauptrolle im Comedy Musical «Keep Cool» von Marco Rima. Es folgten diverse Engagements im deutschsprachigen Raum und in Amerika, unter anderem am Broadway im Stepptanzklassiker «42nd Street».
Als Sängerin war Flachsmann vertreten in den deutschen Charts und hatte Auftritte in diversen TV-Shows, Theatern und bei Art on Ice im Hallenstadion Zürich.
Neben ihrem Bühnenschaffen steht Flachsmann auch als Filmschauspielerin vor der Kamera, unter anderem neben Beat Schlatter im Schweizer Kinofilm «Himmelfahrtskommando» und im deutschen Spielfilm «Ruhm» von Grimmepreisträgerin Isabel Kleefeld.
Mit Marco Rima schrieb und entwickelte sie das Comedy Musical «Die Patienten» und tourte damit ein Jahr lang durch die Schweiz. «Die Patienten» bekam eine Nomination für den Prix Walo und Flachsmann für ihre Darstellung der weiblichen Hauptrolle eine Nomination für den Goldenen Scheinwerfer.
2013 gründete Flachsmann mit Anikó Donáth, Martina Lory und Sonja Füchslin die Comedy-Formation Die Exfreundinnen. Die Exfreundinnen spielten u. a. in der Maag Halle Zürich und am Arosa Humorfestival und waren 2018 Finalisten für den Swiss Comedy Award.
Flachsmann lebt in Bern, ist verheiratet und hat einen Sohn.

## Theater und Konzertauftritte (Auswahl)
- Jesus Christ Superstar (Soulgirl, Theater Basel, Regie: Bernd Palma)
- Keep Cool (Laura, u.s. Claire, Sulzer Halle Winterthur, Tanzbrunnen Köln, Regie: Max Sieber/Marco Rima)
- The Who’s Tommy (Sally Simpson u.s., englischsprachige Broadwayproduktion, Offenbach, Regie: Des McAnuff)
- Musical Nacht (Solistin, KKL Luzern, Openair Zofingen und Tournee)
- Starlight Express (Buffy, u.s. Pearl, STEX Theater Bochum, Regie: Arlene Phillips)
- This Joint is Jumpin’ (Soloist, New York Supper Club, NYC, Regie: Mercedes Ellington)
- Closer than Ever (Woman Nr. 2, Musical Theatre Works, NYC, Regie: Marc Malamed)
- Joseph…Dreamcoat (Ens., US Tour & Papermill Playhouse, Regie: Richard Stafford)
- Radio City Xmas Spectacular (Rockette, Chicago Company, Regie: Linda Haberman)
- 42nd Street (Ensemble, Broadway, Regie: Mark Bramble)
- Art on Ice (Gesangsgast, Hallenstadion Zürich, Regie: Oliver Höhner)
- Saturday Night Fever (Stefanie Mangano, Circus Krone München, Musical Theater Basel, Regie: Alex Balga)
- Cabaret (Sally Bowles, Le Théâtre Luzern, Regie: Sean Stephens)
- Die Patienten (Zorah, Musicaltheater Zürich und Basel, Regie: Marco Rima)
- Gut Gegen Nordwind (Emmi Rothner, Kammerspiele Seeb, Regie: Niklas Heinecke)
- Backstage (Sie, Bürgenstock Resort, Regie: Sean Stephens)
- Guet Nacht am Säggsi (Rosa Häfeli, Fauteuill Theater Basel, Regie: Martin Schurr)
- Das Buchenwaldlied (Eva Lechner, Kurtheater Baden, Regie: Deborah Loosli)
- Walross im Erdbeerfeld -Beatles Tribute (Sängerin, Stadttheater Bern & Mansarde, Regie: Michael Frei)
- King Kong (Ann Darrows, Kammerspiele Seeb, Regie: Urs Blaser)
- Madonna Tribute (Sängerin, Theater Rigiblick Zürich, Regie: Daniel Rohr)
- Frankenstein Junior (Inga, Theater am Hechtplatz Zürich, Regie: Dominik Flaschka)

## Comedy-Programme
- 2014 – 2017	Musikalische Therapie mit Nebenwirkungen (Die Exfreundinnen)
- 2017 – 2019	Zum Fressen Gern (Die Exfreundinnen)
- seit 2020	SEKT(e) (Die Exfreundinnen)

## Nominationen/Auszeichnungen
- Begabtenstipendium Kanton Zug
- Begabtenstipendium American Musical and Dramatic Academy New York
- Prix Walo Nomination für «Die Patienten» – beste Theaterproduktion
- Goldener ImScheinwerfer Nomination für «Die Patienten» – beste Hauptdarstellerin
- Swiss Comedy Award Finalistin für «Die Exfreundinnen» – bestes Comedy Ensemble

## Autorin
- Die Patienten (Co-Autorin)
- Backstage (Co-Autorin)
- Musikalische Therapie mit Nebenwirkungen (Co-Autorin mit Anikó Donáth)
- Zum Fressen Gern (Co-Autorin mit Anikó Donáth)
- SEKT(e) (Co-Autorin mit Anikó Donáth)
- Buddy, das Musical (Offizielle deutsche Übersetzung)
- Die Bremer Stadtmusikanten, ein tierisches Musical (2022)

## Regie/Choreografie
- Flashdance (Regie, deutschsprachige Erstaufführung, Le Théâtre Luzern)
- Saturday Night Fever (Regie, Le Théâtre Luzern)
- Daddy Cool (Regie, Le Théâtre Luzern)
- Der Löwe, der nicht schreiben konnte (Choreografie, Bernhard Theater Zürich)
- Die Exfreundinnen (Choreografie)
- Barbara Hutzelaub (Choreografie)
- Divertimento (Choreografie)
- King Kong (Choreografie, Kammerspiele Seeb)
- Sechs Tanzstunden in Sechs Wochen (Choreografie, Kammerspiele Seeb)
- Songs for a New World (Choreografie, Absolventenprojekt SAMTS)
- Footloose (Regie und Co-Choreografie, Musicalschule Voice Steps Zug)